# 히타카미국
히타카미국(일본어: 日高見国)은 일본서기에 등장하는 현재 도호쿠 지방 이와테현에 존재했던 에조의 국가이다. 게코 천황 27년에 전설적 인물인 대신 다케우치노 스쿠네(武内宿禰)가 동쪽 지방을 탐문하고 나서 "동쪽지방에 히타카미란 나라가 있다. 에조가 살고 있고, 토지는 광대하고 비옥하니, 반드시 정복해야 할 것"이라고 보고했다. 게코 천황의 둘째 아들인 황태자 야마토타케루노미코토가 파견되어 히타카미국을 평정하여 병합했다고 한다.

## 같이 보기
- 에조